# GW190521
GW190521, (S190521g) è un segnale di onde gravitazionali generato dalla fusione di due buchi neri, avvenuta a circa 3931 Mpc di distanza dal Sistema Solare. Per la prima volta sono stati individuati i bagliori di una simile fusione.

## Scoperta
L'evento è stato scoperto il 21 maggio 2019 tramite gli interferometri LIGO e VIRGO e consiste in una serie di onde gravitazionali generate dalla fusione di due buchi neri. Successivamente un team di scienziati del CUNY Graduate Center e dell'American Museum of Natural History sono riusciti a individuare i brillamenti di luce dalla fusione per mezzo dello Zwicky Transient Facility (ZTF) montato sul telescopio da 1,22 m Samuel Oschin dell'osservatorio di Monte Palomar. Per spiegare questo fenomeno si è ipotizzato che provenga dal disco di accrescimento dopo che il nuovo buco nero più massiccio è stato spostato da una spinta generata dalla fusione. In seguito allo spostamento del buco nero, quindi, i gas all'interno del disco avrebbero subito delle reazioni portando al brillamento. Questa spiegazione non è ancora certa perché potrebbe anche essere stata generata, ad esempio, da una supernova avvenuta per coincidenza nella stessa direzione, ma è comunque la più probabile. Dagli studi del Catalina Real-Time Transient Survey condotti dal Caltech risulta, infatti, che nei quindici anni prima del maggio 2019 non ci siano state emissioni simili. Ispezionando i dati dello ZTF alcuni mesi dopo, si è scoperto che il flare è avvenuto pochi giorni dopo l'evento per poi svanire lentamente nell'arco di un mese. L'ideale sarebbe stato studiarne lo spettro per confermare con certezza la provenienza dalla fusione, ma il brillamento era già svanito. Si prevede che il buco nero possa provocare un altro bagliore nei prossimi anni tornando nella posizione originale. Se si riuscisse a confermare quanto ipotizzato si potrebbero ricavare delle nuove informazioni sulle origini dei buchi neri.